# Rozhledna Barzlin
Rozhledna Barzlin, německy Aussichtsturm Barzlin, je dřevěná rozhledna a pozorovatelna ptactva nedaleko pravého břehu řeky Spréva (Spree, Sprjewja), resp. vodního kanálu Burg-Lübbener Kanal, ve východním Německu. Je postavena v polích a mokřadech města Lübben (Spreewald) (dolnolužicky Lubin (Błota)) ve Sprévském lese v zemském okrese Dahme-Sprévský les v Dolní Lužici a ve spolkové zemi Braniborsko. Nachází se také v chráněné oblasti Innerer Oberspreewald.

## Historie a popis
Rozhledna Barzlin je dřevěná, příhradová a zastřešená rozhledna/pozororovatelna ptactva. Má jednu vyhlídkovou plošinu a vnější nekryté schodiště. Byla postavena v roce 2005. Z rozhledny je výhled na Lübbenau/Spreewald a okolí a také je možno pozorovat místní ptactvo a divokou přírodu.

## Další informace
Rozhledna je celoročně volně přístupná. Nachází se cca 100 m od několika turistických a cyklistických tras, např. Evropská dálková trasa E10, Spreeradweg aj. V blízkosti je také dřevěná rozhledna Kockrowsberg.

## Galerie

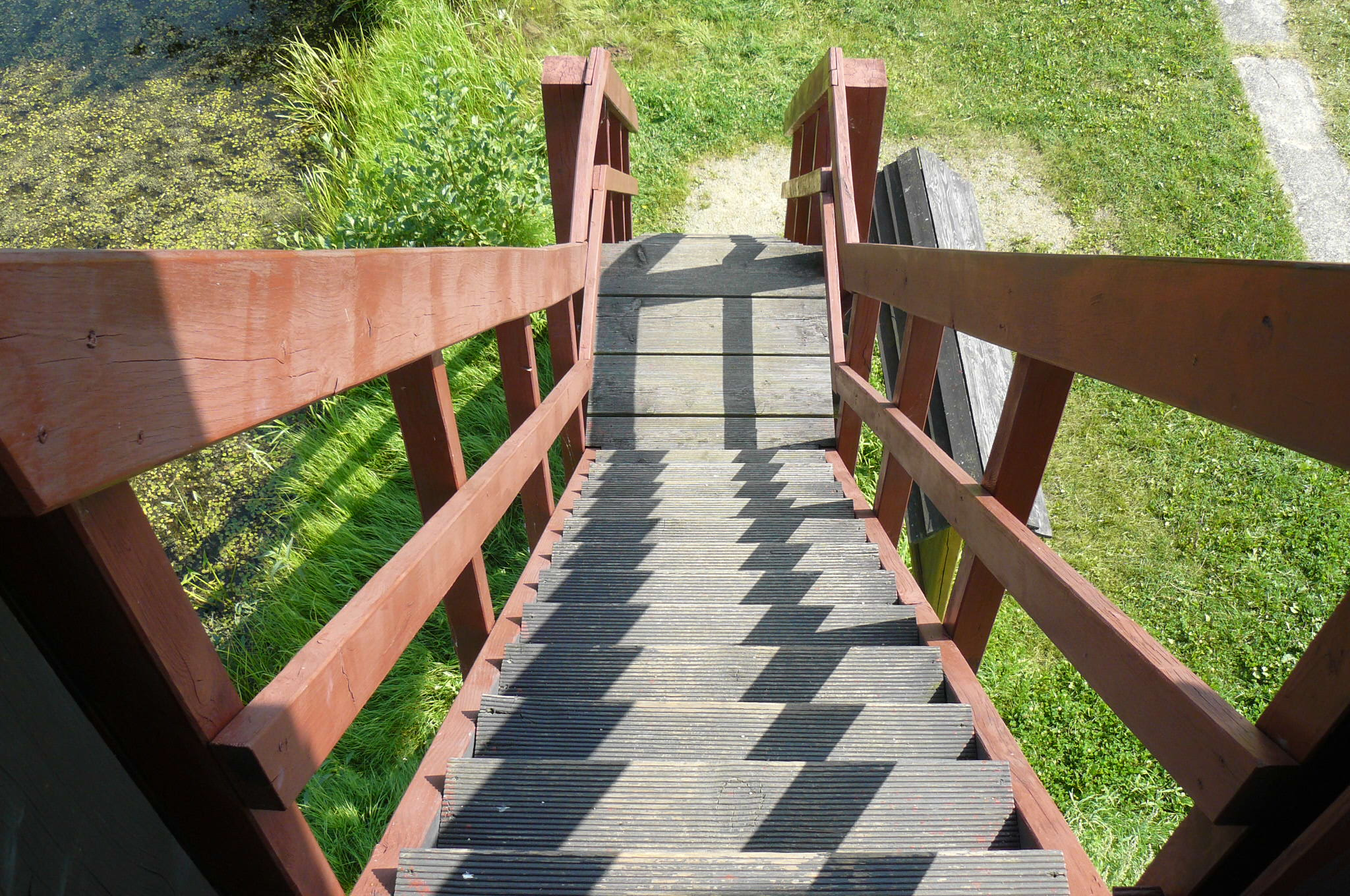
Schody vedoucí na rozhlednu
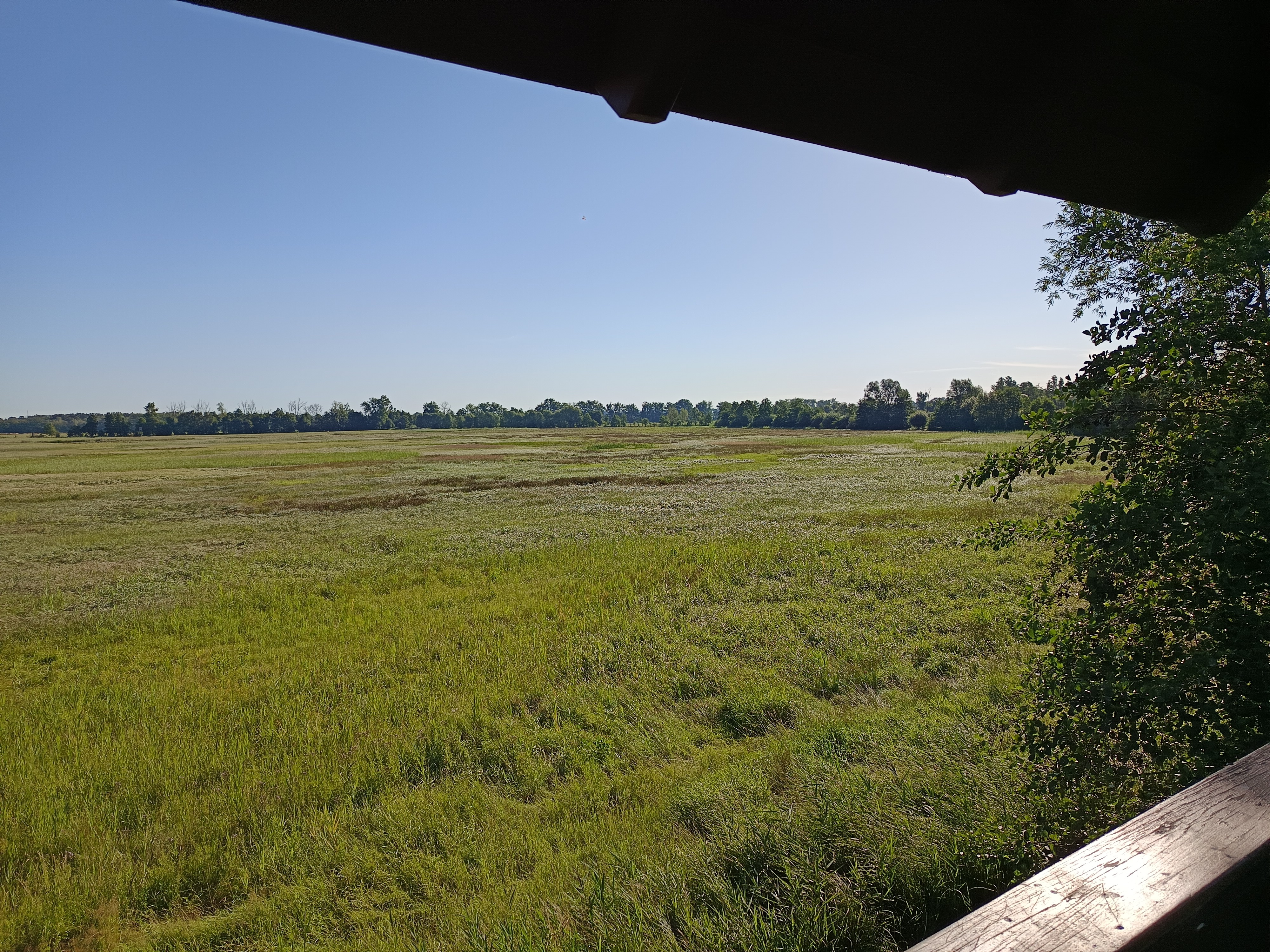
Výhled z rozhledny
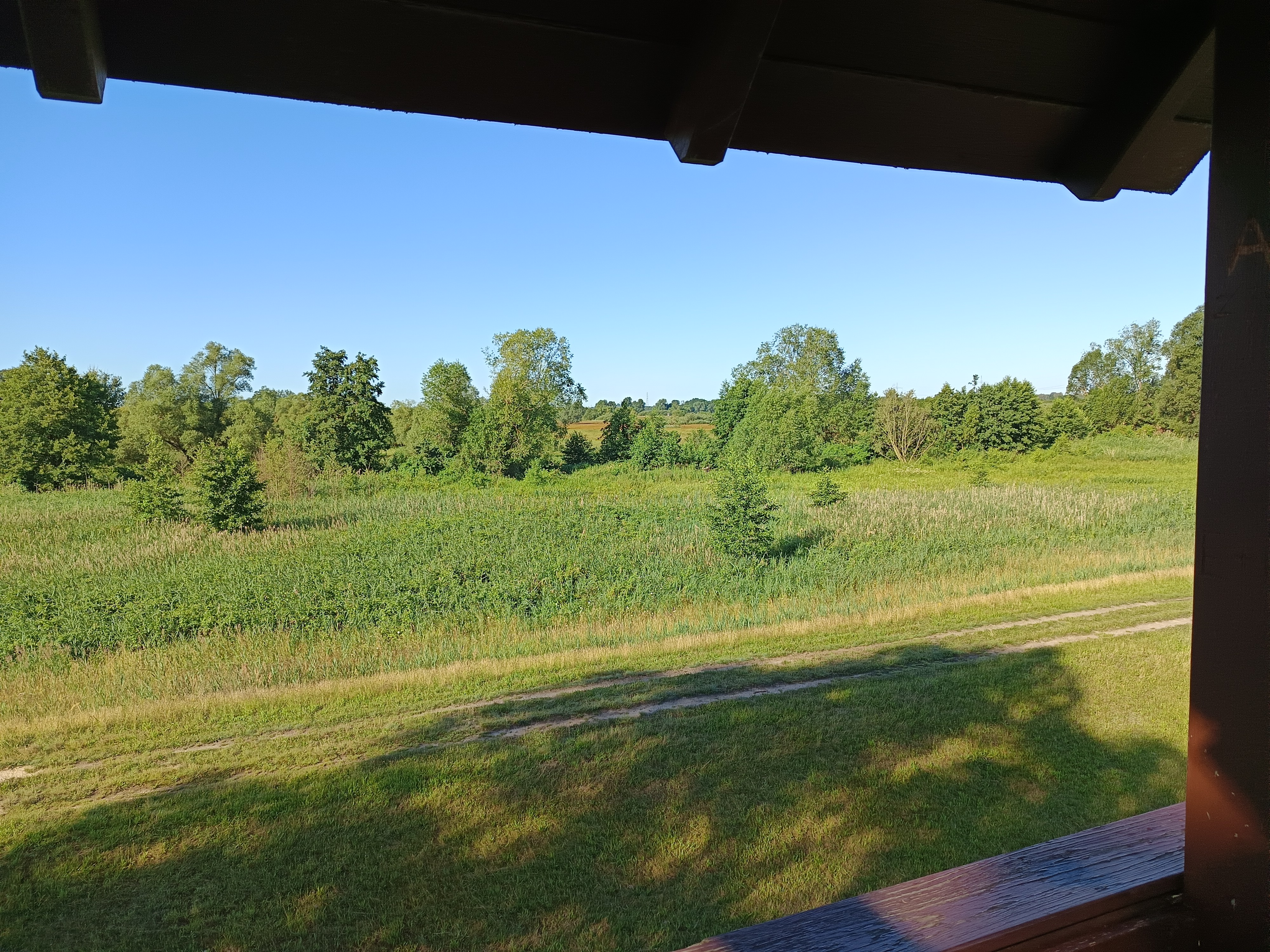
Výhled z rozhledny